# Karmarkar
Narendra Krishna Karmarkar (sinh năm 1957) là một nhà toán học Ấn Độ, người đã tạo ra thuật toán Karmarkar. Ông là một nhà nghiên cứu được Viện Thông tin Khoa học (ISI) thống kê và đánh giá cao.

## Tiểu sử
Karmarkar nhận bằng Cử nhân Kỹ thuật Điện của mình từ IIT Bombay vào năm 1978, M.S. từ Viện Công nghệ California năm 1979, và tiến sỹ khoa học máy tính của trường Đại học California, Berkeley năm 1983 dưới sự giám sát của Richard M. Karp.